# Joel Ribeiro Brinco
Joel Ribeiro Brinco (Acioli, 15 de outubro de 1941 — Vila Velha, 28 de junho de 2020), foi presbítero regente, advogado professor universitário e escritor brasileiro presbiteriano, membro da Primeira Igreja Presbiteriana de Vila Velha. Tornou-se conhecido após a publicação de seu livro "Igreja Presbiteriana de Vila Velha: 50 anos de história", que, apesar do título, dedicou capítulos sobre a primeira cisão ocorrida naquela Igreja federada à IPB, que deu origem à Igreja Cristã Maranata.

## História
Filho do Pb. Annibal Brinco Filho, nasceu em 15 de outubro de 1941. Em 1948, a família Brinco passou a residir no bairro da Glória, em Vila Velha, de modo que começaram a congregar na então Congregação Presbiteriana de Vila Velha. Formado em Direito e em Administração, foi professor universitário e advogado, além de compor o Conselho da Igreja Presbiteriana em Vila Velha, organizada em 1954. Renunciou este último cargo, tornando-se Presbítero em disponibilidade, pelo fato de seu irmão, Rev. Jaques Aníbal Ribeiro Brinco, ter-se tornado Pastor Efetivo da PIPBVV, a fim de evitar possível parcialidade.

## Polêmica de seu livro
Com os escândalos por supostos desvios de dinheiro por parte da cúpula da Igreja Cristã Maranata, em 2012, seu livro voltou à tona e atingindo um maior público, uma vez que foi citado pelo jornal “A Gazeta”. Com o direito ao contraditório, fato é que a Maranata deixou de defender-se das acusações do livro de Brinco.
Em 2020, no entanto, após sete anos, o apologista Raphael Leonessa, tendo feito uma entrevista com o próprio Dr. Brinco, divulgou, em 2 de abril de 2020, a versão digitalizada do livro, levando a polêmica história do surgimento da Maranata, que confunde-se profundamente com as origens da própria Primeira Igreja Presbiteriana de Vila Velha, ao conhecimento público. Fato é que seu vídeo contou com quase 15.000 visualizações. Tal fato custou-lhe um processo que requer, além de danos morais, a extinção do vídeo do You Tube.
Em resposta, a Igreja Cristã Maranata, que não se defendeu das acusações no artigo publicado pelo "A Gazeta", divulgou sua versão da história, citando, inclusive, Dr. Brinco, omitindo, porém, as datas, uma vez que informam que primeiro foram expulsos da Igreja Presbiteriana do Brasil para depois passarem a reunir-se. No entanto, segundo atas da própria IPB, esta desligou Gedelti (atual presidente da Maranata) e seus seguidores após tomar ciência de que estes haviam organizado uma nova denominação, até 1980 chamada "Igreja Cristã Presbiteriana". Esta própria afirma que seu primeiro culto dissidente foi em 31 de outubro de 1967. Somente em 29 de dezembro de 1967 é que o Conselho da Primeira Igreja Presbiteriana de Vila Velha entendeu a cisão. Aos 3 de janeiro de 1968 a Maranata organizou-se como igreja. Somente após esta data os dissidentes, ainda no rol de membros da PIPBVV, foram do rol desligados.

## Morte
O Dr. Brinco morreu em 28 de junho de 2020, em Vila Velha, Espírito Santo, aos 78 anos. Deixou como legado seu intenso trabalho como presbítero, na reconstrução do trabalho presbiteriano na cidade de Vila Velha e a luta, como jurista, pela defesa dos direitos.